# Latia neritoides
Latia neritoides е вид сухоземно коремоного мекотело от семейство Latiidae.

## Разпространение и местообитание
Видът е разпространен на Северния остров на Нова Зеландия. Среща се в бистри реки и потоци.

## Описание
Дължината на черупката достига до 11 mm, ширината е – 8 mm, а височината – 4,5 mm.